# دخانية مكنسية
دخانية مكنسية (الاسم العلمي:Fumana scoparia) هي نوع من النباتات يتبع جنس الدخانية من الفصيلة القريضية.